# Champions du monde de tennis
Ne doit pas être confondu avec Joueurs de tennis numéros 1 mondiaux.

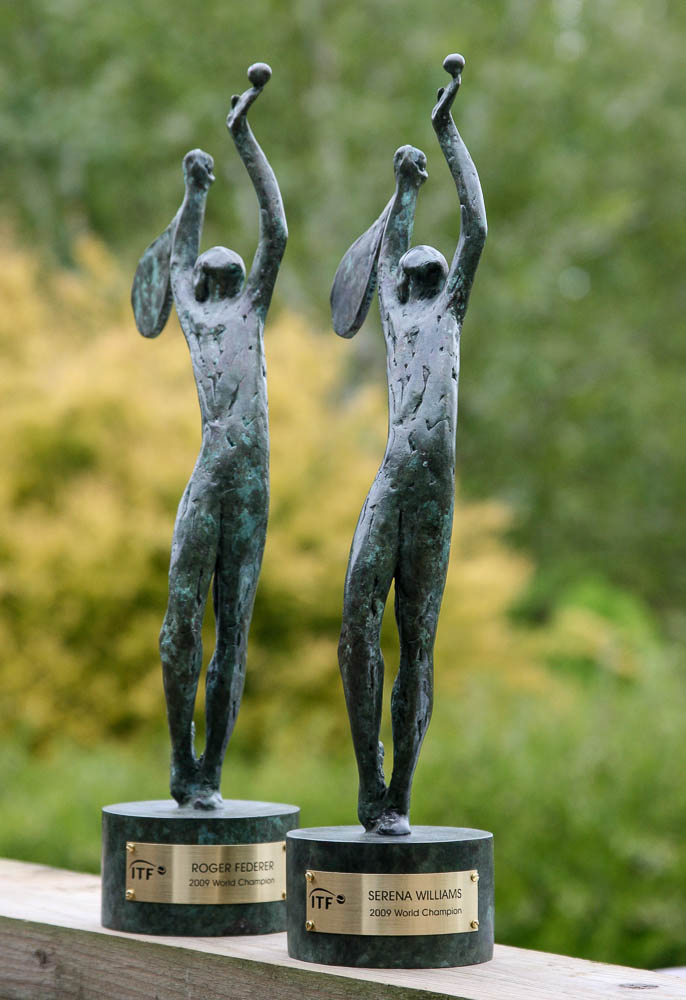
Trophées de champion du monde ITF de Roger Federer et Serena Williams en 2009. Sculpture de Laurence Broderick.

Au terme de chaque saison depuis 1978, la Fédération internationale de tennis (ITF) élit ses champions du monde de tennis, en simple, en double (depuis 1996) et en junior sur la base des résultats annuels. L'ITF accorde cependant une importance particulière aux tournois qu'elle organise : les tournois du Grand Chelem, la Coupe du Grand Chelem (de 1990 à 1999), le Masters (co-organisé avec l'ATP depuis 2000) et les compétitions par équipes que sont la Coupe Davis et la Fed Cup. Depuis 1991 sont également récompensés les champions de tennis en fauteuil roulant.
Les choix de l'ITF ne sont en règle générale pas contestés, correspondant le plus souvent aux classements officiels de fin de saison du WTA Tour pour les femmes et de l'ATP Tour pour les hommes.
Une cérémonie de remise des récompenses a lieu chaque année en juin à Paris pendant Roland-Garros.

## Cas particuliers
Chez les hommes, le Champion du monde ITF n'a pas été le même que le no 1 au classement ATP à six reprises :
- en 1978, Björn Borg est préféré à Jimmy Connors ;
- en 1982, Jimmy Connors est nommé au lieu de John McEnroe ;
- en 1989, Boris Becker est préféré au triple champion du monde Ivan Lendl ;
- en 1990, Ivan Lendl est préféré à Stefan Edberg ;
- en 2013, Novak Djokovic est désigné à la place de Rafael Nadal ;
- en 2022, Rafael Nadal est récompensé à la place de Carlos Alcaraz.

Seule la désignation d'Ivan Lendl (alors no 3 mondial) en 1990, en lieu et place de Stefan Edberg, a créé la polémique. Sur les quatre tournois du Grand Chelem, Lendl a gagné plus de matchs dont un titre (à l'Open d'Australie) alors qu'Edberg en a gagné moins mais compte lui aussi un titre (à Wimbledon) ainsi qu'une finale. En Coupe Davis et à la Coupe du Grand Chelem, Lendl arrive au 2e tour alors qu'Edberg est éliminé dès le 1er tour.
Chez les femmes, cette situation s'est présentée neuf fois. Les no 1 mondiale suivantes n'ont pas été désignées championnes du monde par l'ITF : Martina Navrátilová en 1978, Steffi Graf en 1994, Lindsay Davenport à 3 reprises en 2001, 2004 et 2005, Caroline Wozniacki en 2011, Victoria Azarenka en 2012, Simona Halep en 2017 et Iga Świątek en 2023.

## Records en simple
| #   | Joueur         | Titres | Années                                     |
| 1er | Novak Djokovic | 8      | de 2011 à 2015, puis en 2018, 2021 et 2023 |
| 2e  | Pete Sampras   | 6      | de 1993 à 1998                             |
| 3e  | Roger Federer  | 5      | de 2004 à 2007, puis en 2009               |
| 3e  | Rafael Nadal   | 5      | en 2008, 2010, 2017, 2019 et 2022          |
| 5e  | Ivan Lendl     | 4      | de 1985 à 1987, puis en 1990               |
| 6e  | Björn Borg     | 3      | de 1978 à 1980                             |
| 6e  | John McEnroe   | 3      | en 1981, 1983 et 1984                      |

| #   | Joueuse               | Titres | Années                                     |
| 1re | Steffi Graf           | 7      | de 1987 à 1990, puis en 1993, 1995 et 1996 |
| 2e  | / Martina Navrátilová | 6      | en 1979, puis de 1982 à 1986               |
| 2e  | Serena Williams       | 6      | en 2002, 2009, puis de 2012 à 2015         |
| 4e  | Chris Evert           | 3      | en 1978, 1980 et 1981                      |
| 4e  | Martina Hingis        | 3      | en 1997, 1999 et 2000                      |
| 4e  | Justine Henin         | 3      | en 2003, 2006 et 2007                      |

## Palmarès

### Seniors

#### Simple messieurs
| Année | Joueur             |
| ----- | ------------------ |
| 1978  | Björn Borg         |
| 1979  | Björn Borg (2)     |
| 1980  | Björn Borg (3)     |
| 1981  | John McEnroe       |
| 1982  | Jimmy Connors      |
| 1983  | John McEnroe (2)   |
| 1984  | John McEnroe (3)   |
| 1985  | Ivan Lendl         |
| 1986  | Ivan Lendl (2)     |
| 1987  | Ivan Lendl (3)     |
| 1988  | Mats Wilander      |
| 1989  | Boris Becker       |
| 1990  | Ivan Lendl (4)     |
| 1991  | Stefan Edberg      |
| 1992  | Jim Courier        |
| 1993  | Pete Sampras       |
| 1994  | Pete Sampras (2)   |
| 1995  | Pete Sampras (3)   |
| 1996  | Pete Sampras (4)   |
| 1997  | Pete Sampras (5)   |
| 1998  | Pete Sampras (6)   |
| 1999  | Andre Agassi       |
| 2000  | Gustavo Kuerten    |
| 2001  | Lleyton Hewitt     |
| 2002  | Lleyton Hewitt (2) |
| 2003  | Andy Roddick       |
| 2004  | Roger Federer      |
| 2005  | Roger Federer (2)  |
| 2006  | Roger Federer (3)  |
| 2007  | Roger Federer (4)  |
| 2008  | Rafael Nadal       |
| 2009  | Roger Federer (5)  |
| 2010  | Rafael Nadal (2)   |
| 2011  | Novak Djokovic     |
| 2012  | Novak Djokovic (2) |
| 2013  | Novak Djokovic (3) |
| 2014  | Novak Djokovic (4) |
| 2015  | Novak Djokovic (5) |
| 2016  | Andy Murray        |
| 2017  | Rafael Nadal (3)   |
| 2018  | Novak Djokovic (6) |
| 2019  | Rafael Nadal (4)   |
| 2020  | Non décerné        |
| 2021  | Novak Djokovic (7) |
| 2022  | Rafael Nadal (5)   |
| 2023  | Novak Djokovic (8) |
| 2024  | Jannik Sinner      |

#### Simple dames
| Année | Joueuse                 |
| ----- | ----------------------- |
| 1978  | Chris Evert             |
| 1979  | Martina Navrátilová     |
| 1980  | Chris Evert (2)         |
| 1981  | Chris Evert (3)         |
| 1982  | Martina Navrátilová (2) |
| 1983  | Martina Navrátilová (3) |
| 1984  | Martina Navrátilová (4) |
| 1985  | Martina Navrátilová (5) |
| 1986  | Martina Navrátilová (6) |
| 1987  | Steffi Graf             |
| 1988  | Steffi Graf (2)         |
| 1989  | Steffi Graf (3)         |
| 1990  | Steffi Graf (4)         |
| 1991  | Monica Seles            |
| 1992  | Monica Seles (2)        |
| 1993  | Steffi Graf (5)         |
| 1994  | Arantxa Sánchez         |
| 1995  | Steffi Graf (6)         |
| 1996  | Steffi Graf (7)         |
| 1997  | Martina Hingis          |
| 1998  | Lindsay Davenport       |
| 1999  | Martina Hingis (2)      |
| 2000  | Martina Hingis (3)      |
| 2001  | Jennifer Capriati       |
| 2002  | Serena Williams         |
| 2003  | Justine Henin           |
| 2004  | Anastasia Myskina       |
| 2005  | Kim Clijsters           |
| 2006  | Justine Henin (2)       |
| 2007  | Justine Henin (3)       |
| 2008  | Jelena Janković         |
| 2009  | Serena Williams (2)     |
| 2010  | Caroline Wozniacki      |
| 2011  | Petra Kvitová           |
| 2012  | Serena Williams (3)     |
| 2013  | Serena Williams (4)     |
| 2014  | Serena Williams (5)     |
| 2015  | Serena Williams (6)     |
| 2016  | Angelique Kerber        |
| 2017  | Garbiñe Muguruza        |
| 2018  | Simona Halep            |
| 2019  | Ashleigh Barty          |
| 2020  | Non décerné             |
| 2021  | Ashleigh Barty (2)      |
| 2022  | Iga Świątek (1)         |
| 2023  | Aryna Sabalenka         |
| 2024  | Iga Świątek (2)         |

#### Double
| Année | Double messieurs                       | Double dames                                  |
| ----- | -------------------------------------- | --------------------------------------------- |
| 1996  | Todd Woodbridge Mark Woodforde         | Lindsay Davenport Mary Joe Fernández          |
| 1997  | Todd Woodbridge (2) Mark Woodforde (2) | Lindsay Davenport (2) Jana Novotná            |
| 1998  | Jacco Eltingh Paul Haarhuis            | Lindsay Davenport (3) Jana Novotná (2)        |
| 1999  | Mahesh Bhupathi Leander Paes           | Martina Hingis Anna Kournikova                |
| 2000  | Todd Woodbridge (3) Mark Woodforde (3) | Julie Halard Ai Sugiyama                      |
| 2001  | Jonas Björkman Todd Woodbridge (4)     | Lisa Raymond Rennae Stubbs                    |
| 2002  | Mark Knowles Daniel Nestor             | Virginia Ruano Pascual Paola Suárez           |
| 2003  | Bob Bryan Mike Bryan                   | Virginia Ruano Pascual (2) Paola Suárez (2)   |
| 2004  | Bob Bryan (2) Mike Bryan (2)           | Virginia Ruano Pascual (3) Paola Suárez (3)   |
| 2005  | Bob Bryan (3) Mike Bryan (3)           | Lisa Raymond (2) Samantha Stosur              |
| 2006  | Bob Bryan (4) Mike Bryan (4)           | Lisa Raymond (3) Samantha Stosur (2)          |
| 2007  | Bob Bryan (5) Mike Bryan (5)           | Cara Black Liezel Huber                       |
| 2008  | Daniel Nestor (2) Nenad Zimonjić       | Cara Black (2) Liezel Huber (2)               |
| 2009  | Bob Bryan (6) Mike Bryan (6)           | Serena Williams Venus Williams                |
| 2010  | Bob Bryan (7) Mike Bryan (7)           | Gisela Dulko Flavia Pennetta                  |
| 2011  | Bob Bryan (8) Mike Bryan (8)           | Květa Peschke Katarina Srebotnik              |
| 2012  | Bob Bryan (9) Mike Bryan (9)           | Sara Errani Roberta Vinci                     |
| 2013  | Bob Bryan (10) Mike Bryan (10)         | Sara Errani (2) Roberta Vinci (2)             |
| 2014  | Bob Bryan (11) Mike Bryan (11)         | Sara Errani (3) Roberta Vinci (3)             |
| 2015  | Jean-Julien Rojer Horia Tecău          | Martina Hingis (2) Sania Mirza                |
| 2016  | Jamie Murray Bruno Soares              | Caroline Garcia Kristina Mladenovic           |
| 2017  | Łukasz Kubot Marcelo Melo              | Martina Hingis (3) Chan Yung-jan              |
| 2018  | Mike Bryan (12) Jack Sock              | Barbora Krejčíková Kateřina Siniaková         |
| 2019  | Juan Sebastián Cabal Robert Farah      | Tímea Babos Kristina Mladenovic (2)           |
| 2020  | Non décerné                            | Non décerné                                   |
| 2021  | Nikola Mektić Mate Pavić               | Barbora Krejčíková (2) Kateřina Siniaková (2) |
| 2022  | Rajeev Ram Joe Salisbury               | Barbora Krejčíková (3) Kateřina Siniaková (3) |
| 2023  | Rajeev Ram (2) Joe Salisbury (2)       | Storm Hunter Elise Mertens                    |
| 2024  | Marcelo Arévalo Mate Pavić (2)         | Sara Errani (4) Jasmine Paolini               |

### Juniors
| Année                                               | Simple (1978-2003)     | Simple (1978-2003)     | Double (1982-2003)                     | Double (1982-2003)                     |
| Année                                               | Garçons                | Filles                 | Garçons                                | Filles                                 |
| --------------------------------------------------- | ---------------------- | ---------------------- | -------------------------------------- | -------------------------------------- |
| 1978                                                | Ivan Lendl             | Hana Mandlíková        |                                        |                                        |
| 1979                                                | Raúl Viver             | Mary-Lou Piatek        |                                        |                                        |
| 1980                                                | Thierry Tulasne        | Susan Mascarin         |                                        |                                        |
| 1981                                                | Pat Cash               | Zina Garrison          |                                        |                                        |
| 1982                                                | Guy Forget             | Gretchen Rush          | Fernando Perez-Pascal                  | Beth Herr                              |
| 1983                                                | Stefan Edberg          | Pascale Paradis        | Mark Kratzmann                         | Larisa Savchenko                       |
| 1984                                                | Mark Kratzmann         | Gabriela Sabatini      | Agustín Moreno                         | Mercedes Paz                           |
| 1985                                                | Claudio Pistolesi      | Laura Garrone          | Petr Korda Cyril Suk                   | Mariana Perez-Roldan Patricia Tarabini |
| 1986                                                | Javier Sánchez         | Patricia Tarabini      | Tomás Carbonell                        | Leila Meskhi                           |
| 1987                                                | Jason Stoltenberg      | Natasha Zvereva        | Jason Stoltenberg                      | Natalia Medvedeva                      |
| 1988                                                | Nicolás Pereira        | Cristina Tessi         | David Rikl Tomáš Zdražila              | Jo-Anne Faull                          |
| 1989                                                | Nicklas Kulti          | Florencia Labat        | Wayne Ferreira                         | Andrea Strnadová                       |
| 1990                                                | Andrea Gaudenzi        | Karina Habšudová       | Mårten Renström                        | Karina Habšudová                       |
| 1991                                                | Thomas Enqvist         | Zdeňka Málková         | Karim Alami                            | Eva Martincová                         |
| 1992                                                | Brian Dunn             | Rossana de los Ríos    | Enrique Abaroa                         | Nancy Feber Laurence Courtois          |
| 1993                                                | Marcelo Ríos           | Nino Louarsabishvili   | Steven Downs                           | Cristina Moros                         |
| 1994                                                | Federico Browne        | Martina Hingis         | Ben Ellwood                            | Martina Nedelkova                      |
| 1995                                                | Mariano Zabaleta       | Anna Kournikova        | Kepler Orellana                        | Ludmila Varmužová                      |
| 1996                                                | Sébastien Grosjean     | Amélie Mauresmo        | Sébastien Grosjean                     | Jitka Schönfeldová Michaela Paštiková  |
| 1997                                                | Arnaud Di Pasquale     | Cara Black             | Nicolás Massú                          | Irina Selyutina Cara Black             |
| 1998                                                | Roger Federer          | Jelena Dokić           | José de Armas                          | Eva Dyrberg                            |
| 1999                                                | Kristian Pless         | Lina Krasnoroutskaïa   | Julien Benneteau Nicolas Mahut         | Daniela Bedáňová                       |
| 2000                                                | Andy Roddick           | María Emilia Salerni   | Lee Childs James Nelson                | María Emilia Salerni                   |
| 2001                                                | Gilles Müller          | Svetlana Kuznetsova    | Bruno Echagaray (en) Santiago González | Petra Cetkovská                        |
| 2002                                                | Richard Gasquet        | Barbora Strýcová       | Florin Mergea Horia Tecău              | Elke Clijsters                         |
| 2003                                                | Márcos Baghdatís       | Kirsten Flipkens       | Scott Oudsema (en)                     | Andrea Hlaváčková                      |
| Classement combiné simple/double (à partir de 2004) |                        |                        |                                        |                                        |
| Année                                               | Garçons                | Garçons                | Filles                                 | Filles                                 |
| 2004                                                | Gaël Monfils           | Gaël Monfils           | Michaëlla Krajicek                     | Michaëlla Krajicek                     |
| 2005                                                | Donald Young           | Donald Young           | Victoria Azarenka                      | Victoria Azarenka                      |
| 2006                                                | Thiemo de Bakker       | Thiemo de Bakker       | Anastasia Pavlyuchenkova               | Anastasia Pavlyuchenkova               |
| 2007                                                | Ričardas Berankis      | Ričardas Berankis      | Urszula Radwańska                      | Urszula Radwańska                      |
| 2008                                                | Yang Tsung-hua         | Yang Tsung-hua         | Noppawan Lertcheewakarn                | Noppawan Lertcheewakarn                |
| 2009                                                | Daniel Berta (en)      | Daniel Berta (en)      | Kristina Mladenovic                    | Kristina Mladenovic                    |
| 2010                                                | Juan Sebastián Gómez   | Juan Sebastián Gómez   | Daria Gavrilova                        | Daria Gavrilova                        |
| 2011                                                | Jiří Veselý            | Jiří Veselý            | Irina Khromacheva                      | Irina Khromacheva                      |
| 2012                                                | Filip Peliwo           | Filip Peliwo           | Taylor Townsend                        | Taylor Townsend                        |
| 2013                                                | Alexander Zverev       | Alexander Zverev       | Belinda Bencic                         | Belinda Bencic                         |
| 2014                                                | Andrey Rublev          | Andrey Rublev          | Catherine Bellis                       | Catherine Bellis                       |
| 2015                                                | Taylor Fritz           | Taylor Fritz           | Dalma Gálfi                            | Dalma Gálfi                            |
| 2016                                                | Miomir Kecmanović      | Miomir Kecmanović      | Anastasia Potapova                     | Anastasia Potapova                     |
| 2017                                                | Axel Geller            | Axel Geller            | Whitney Osuigwe                        | Whitney Osuigwe                        |
| 2018                                                | Tseng Chun-hsin        | Tseng Chun-hsin        | Clara Burel                            | Clara Burel                            |
| 2019                                                | Thiago Agustín Tirante | Thiago Agustín Tirante | Diane Parry                            | Diane Parry                            |
| 2020                                                | Non décerné            | Non décerné            | Non décerné                            | Non décerné                            |
| 2021                                                | Shang Juncheng         | Shang Juncheng         | Petra Marčinko                         | Petra Marčinko                         |
| 2022                                                | Gilles-Arnaud Bailly   | Gilles-Arnaud Bailly   | Lucie Havlíčková                       | Lucie Havlíčková                       |
| 2023                                                | João Fonseca           | João Fonseca           | Alina Korneeva                         | Alina Korneeva                         |
| 2024                                                | Nicolai Budkov Kjær    | Nicolai Budkov Kjær    | Emerson Jones                          | Emerson Jones                          |

### Tennis en fauteuil roulant
| Année | Messieurs           | Dames                  | Quads (depuis 2017) |
| ----- | ------------------- | ---------------------- | ------------------- |
| 1991  | Randy Snow          | Chantal Vandierendonck |                     |
| 1992  | Laurent Giammartini | Monique Kalkman        |                     |
| 1993  | Kai Schrameyer      | Monique Kalkman        |                     |
| 1994  | Laurent Giammartini | Monique Kalkman        |                     |
| 1995  | David Hall          | Monique Kalkman        |                     |
| 1996  | Ricky Molier        | Chantal Vandierendonck |                     |
| 1997  | Ricky Molier        | Chantal Vandierendonck |                     |
| 1998  | David Hall          | Daniela Di Toro        |                     |
| 1999  | Stephen Welch       | Daniela Di Toro        |                     |
| 2000  | David Hall          | Esther Vergeer         |                     |
| 2001  | Ricky Molier        | Esther Vergeer         |                     |
| 2002  | David Hall          | Esther Vergeer         |                     |
| 2003  | David Hall          | Esther Vergeer         |                     |
| 2004  | David Hall          | Esther Vergeer         |                     |
| 2005  | Michaël Jeremiasz   | Esther Vergeer         |                     |
| 2006  | Robin Ammerlaan     | Esther Vergeer         |                     |
| 2007  | Shingo Kunieda      | Esther Vergeer         |                     |
| 2008  | Shingo Kunieda      | Esther Vergeer         |                     |
| 2009  | Shingo Kunieda      | Esther Vergeer         |                     |
| 2010  | Shingo Kunieda      | Esther Vergeer         |                     |
| 2011  | Maikel Scheffers    | Esther Vergeer         |                     |
| 2012  | Stéphane Houdet     | Esther Vergeer         |                     |
| 2013  | Shingo Kunieda      | Aniek van Koot         |                     |
| 2014  | Shingo Kunieda      | Yui Kamiji             |                     |
| 2015  | Shingo Kunieda      | Jiske Griffioen        |                     |
| 2016  | Gordon Reid         | Jiske Griffioen        |                     |
| 2017  | Gustavo Fernández   | Yui Kamiji             | David Wagner        |
| 2018  | Shingo Kunieda      | Diede de Groot         | Dylan Alcott        |
| 2019  | Gustavo Fernández   | Diede de Groot         | Dylan Alcott        |
| 2020  | Non décerné         | Non décerné            | Non décerné         |
| 2021  | Shingo Kunieda      | Diede de Groot         | Dylan Alcott        |
| 2022  | Shingo Kunieda      | Diede de Groot         | Niels Vink          |
| 2023  | Alfie Hewett        | Diede de Groot         | Niels Vink          |